# Koko (Bondokuy)
Pour les articles homonymes, voir Koko.
Kinimou est une localité située dans le département de Bondokuy de la province du Mouhoun dans la région de la Boucle du Mouhoun au Burkina Faso.

## Géographie
Le village regroupe administrativement celui de Kinimou pour une population totale de 2 065 habitants en 2003.

## Santé et éducation
Le centre de soins le plus proche de Koko est le centre de santé et de promotion sociale (CSPS) de Bondokuy.
Le village possède une école primaire publique.